# São Felipe
São Filipe es un municipio brasileño del estado de Bahía. Se localiza a una latitud 12º50'50" sur y a una longitud 39º05'22" oeste, estando a una altitud de 195 metros. Su población estimada en 2004 era de 20 290 habitantes.
Posee un área de 198,7,1 km². 

## Historia
El municipio de São Filipe fue emancipado el día 29 de mayo de 1880. Durante mucho tiempo la localidad fue conocida como São Filipe de las Fincas, en virtud del gran número de plantaciones establecidas en torno del poblado. Su sede se expandió en torno de la iglesia principal, construida en las proximidades de la "fuente del pueblo", que abastecia la localidad.

## Geografía
El territorio del municipio es accidentado. Se observa la existencia de las sierra de la Copioba, con una altura máxima de 360 metros. Los principales ríos son: Caraí, Jaguaripe, Copioba, Copioba Mirim.

## Clima
En agosto hace hasta 12.0 °C y en febrero hace hasta 38.9 °C